# Prix de la musique de la RSS d'Estonie
Le Prix de la musique de la RSS d'Estonie (estonien : Eesti NSV muusika aastapreemia) est un prix musical de la République socialiste soviétique d'Estonie.

## Lauréats
- 1973 Arne Oit, Boriss Parsadanjan
- 1975 Erich Jalajas, Eugen Kapp, Boris Kõrver
- 1976 Uno Naissoo
- 1977 Mati Kuulberg
- 1978 Raimo Kangro, Arno Rohlin
- 1979 Boriss Parsadanjan, Linda Saul, Eino Tamberg
- 1980 Ester Mägi, Veljo Tormis, Ofelia Tuisk
- 1981 Raimond Lätte
- 1982 Vladimir Alumäe, Valter Ojakäär, Boriss Parsadanjan
- 1983 Kustas Kikerpuu, Anti Marguste, Ants Sõber
- 1984 Jaan Koha, Valter Ojakäär, Eino Tamberg
- 1985 Ester Mägi, Andres Valkonen
- 1986 Mati Kuulberg, Veljo Tormis
- 1988 Raimo Kangro, Alo Mattiisen, Andres Mustonen
- 1989 René Eespere, Sven Grünberg, Alo Mattiisen